# 李行休
李行休（?—?），唐朝宗室，唐太宗曾孙，纪王李慎之孙，義陽王李琮之子，李行远、李行芳的弟弟。

## 生平
永昌元年（689年）他的祖父李慎被诬告谋反，流放途中去世。其父李琮兄弟三人在桂林为酷吏所杀。唐中宗复位后，李行休回京，封邓国公。《新唐书》记载了一个灵异故事，开元四年（716年）二月，官至豫州刺史的李行休去桂林请迎灵柩。到达桂林，李琮所葬之处没有坟堆封树，李行休遍访当地人都说找不到李琮的坟墓。李行休在地上铺布席祈祷。当夜梦到李琮乘舟，舟船一分为二，到野外，见东洲从中断开，于是醒来。灵堂的锁一晚上自行弯屈，锁管上有手指痕迹，一单二双。找人来卜筮，筮人说：“屈字是尸出二字组成；指就是示的意思；一单二双，三副殡葬的灵柩。先王告诉你了。”于是李行休到东洲，挖掘后一看，和占卜者所言一样，只缺一骨节。李行休号哭，又梦见李琮告诉他：“骨节在洛南洲。”第二天，在墓所正南找到了骨节。于是护送灵柩回京。李行休官至汝州刺史，其妻韦氏于天宝九载（750年）六月廿八去世。

## 子孙
- 李兟，宁州刺史
  - 李较，大理丞
  - 李輨，新平县令
  - 李軺，西河县令
    - 李季真，高平县令
    - 李君儒，遂平县令
- 李兢，曹州别驾
  - 李輹，成都府士曹参军
  - 李辖，右率府兵曹参军
  - 李轮，吏部常选
- 李睍，狄道县开国男、宗正少卿
  - 李軿，猗氏县丞
  - 李辑，陕县令
  - 李轲，漳州刺史
  - 李䡋，左率府兵曹参军
  - 李辕，虞乡县尉
    - 李黄
    - 李宗儒
    - 李章章，剑南效职
    - 李瓘

  - 李𨏈，江陽縣令
    - 李宗仪
      - 李兴子
      - 李阿神

    - 李愿，太原府司录参军
    - 李宗本，阳翟县令
    - 李应，谯县尉
      - 李阿师

    - 李五，诸暨县尉